# ヒューストン・アストロズ
ヒューストン・アストロズ（英語: Houston Astros、略称: HOU）は、メジャーリーグベースボール（以下、MLB）アメリカンリーグ西地区所属のプロ野球球団。本拠地はテキサス州ヒューストンにあるダイキン・パーク。

## 概要
1962年のナショナル・リーグ球団拡張（エクスパンション）に伴い、ニューヨーク・メッツと共に「ヒューストン・コルト45's（フォーティファイブス）」として創設され、1965年には現在の「ヒューストン・アストロズ」に球団名を変えている。
設立後しばらく低迷が続いていたものの、1980年の初優勝を皮切りに地区優勝7回を数え、ワイルドカードを獲得した2005年には初のリーグ優勝を果たしている。
2013年にアメリカンリーグ西地区へ転属。2017年に球団2度目となるリーグ優勝を果たし、MLB史上初となる「両リーグからのワールドシリーズ出場」を成し遂げ、ワールドシリーズを制覇した。
本拠地としたヒューストンが高温多湿の気候であり、蚊の発生などの問題に悩まされていたため、球団創設前から屋内型球場の建設が計画され、1965年に世界初のドーム球場であるアストロドームが建設された。また2000年に開場したエンロン・フィールド（現：ダイキン・パーク）も開閉式屋根付き球場である。
また1975年には、歴代で最も派手と言われるレインボーカラーのユニフォームが導入され話題を呼んだ。このレインボーカラーは1993年までチームカラーとして使用され、アストロズ特有のチームカラーとして親しまれた。レインボーと言われるが実際は、赤・朱色・オレンジ・黄色である。
2006年にはジェフ・バグウェル、2007年にはクレイグ・ビジオと、長らくチームを支えた2人が引退したため、チームの若返りが急務となっていた。その後、2010年代前半の低迷期の期間や直後にホセ・アルトゥーベやカルロス・コレアなど生え抜きの若手が主力選手に育ち、2017年のワールドシリーズ制覇につながっていった。しかし、2017年と2018年の一部でサイン盗みをしていたことが発覚し、GMと監督が解任されるに至った。
アメリカンリーグで史上初めて、レギュラーシーズンを負け越した成績でポストシーズン進出を決めたチームである。

## 球団の歴史

### コルト45's（1962年 - 1964年）
1962年、ナショナルリーグの球団拡張と同時にヒューストン・コルト45's（フォーティファイブス）として創設。名前は当時ヒューストンに存在した拳銃製造会社のコルト・ファイヤーアームズ社の代表的な拳銃であった「コルト・シングル・アクション・アーミー（コルト45ピースメーカー）」に由来する。「コルト45」拳銃は、19世紀後半の西部開拓の時代に評判となり大いに売れた拳銃で、映画やテレビ映画にも「コルト45」という題名があるほど有名な拳銃であった。
この年にはヒューストン・コルト45'sと同時にニューヨーク・メッツも創設され、この球団拡張によってナショナルリーグは8球団から10球団となった。当時はエクスパンション・ドラフトが充実しておらず、フリーエージェント制度がなく、リーグを代表するような長距離砲を獲得できず、メッツもコルト45'sも苦しいシーズンを乗り切らなければならなかった。
同年4月10日に最初の試合を本拠地であるコルト・スタジアムで行った。対戦相手にはシカゴ・カブスを迎え、11対2で初試合を初勝利で飾り、その後の3連戦を3連勝と幸先のいいスタートを切った。結局、初年度は64勝96敗を記録し、リーグ8位となった（リーグ9位はシカゴ・カブスで、最下位は同年に創設されたメッツで40勝120敗だった）。ハリー・クラフト監督の采配がよかったという見方が大半を占めた。翌1963年からスカウトが若手選手を中心に集め、年々その若手選手の活躍が目立つようになった。
1963年9月29日、メッツとの最終戦でジョン・パチョレック（ジム・パチョレックの実兄）がメジャーデビューし、3打数3安打3打点2四球2得点という成績を残した。しかし、故障などが祟って翌年以降はメジャー昇格が叶わず、この1試合に出場した限りで引退した。そのため、パチョレックは打率1.000を記録したまま引退した選手の中で、最も打数の多い選手としてメジャー史に名を残している。また、この試合で勝利投手となったジム・アンブリットが、翌年の4月8日に癌により33歳で死去し、彼の背番号である32番はチーム初の永久欠番となった。
この頃、チームで活躍した選手には、後にシンシナティ・レッズでプレーし、ビッグレッドマシンの一員として知られるジョー・モーガンや、通算1920試合の出場で1665安打・291本塁打を記録し、後に永久欠番に指定されるジミー・ウィンなどがいたが、他球団に比べ戦力不足は否めなかった。1964年4月23日のシンシナティ・レッズとの試合で、投手のケン・ジョンソンがレッズ相手にノーヒッターを達成しながら0-1で敗戦投手になった試合は、この頃のチーム状況をよく表した試合の1つであろう。コルト45'sはその後アストロズと名を改めるが、1968年まで90敗前後と大きく負け越すシーズンが続くこととなる。

### アストロズとして
1965年、地元にNASAの宇宙センターがあることから、アストロノーツ（宇宙飛行士）を縮めてヒューストン・アストロズに改名した（なおヒューストンにはNBAのヒューストン・ロケッツも存在するが、こちらの前身はサンディエゴが本拠地であり、その頃からロケッツという名称だったため、NASAが名前の由来というわけではない）。同年には世界初の屋内型スタジアムであるアストロドームが開場し、その近未来的な形から大きな注目を集めた。屋内型スタジアムが建設された背景には、地元ヒューストンの高温多湿な気候と、それに伴う蚊の大量発生が観客や選手を悩ませていたことがあげられ、これらを一挙に解決するための画期的な方法だった。結果的にアストロドームの開場によって、観客数はリーグ9位にもかかわらず前年の725,773人から2,151,470人まで増加し、商業的にも大きな成功を収めることとなった。

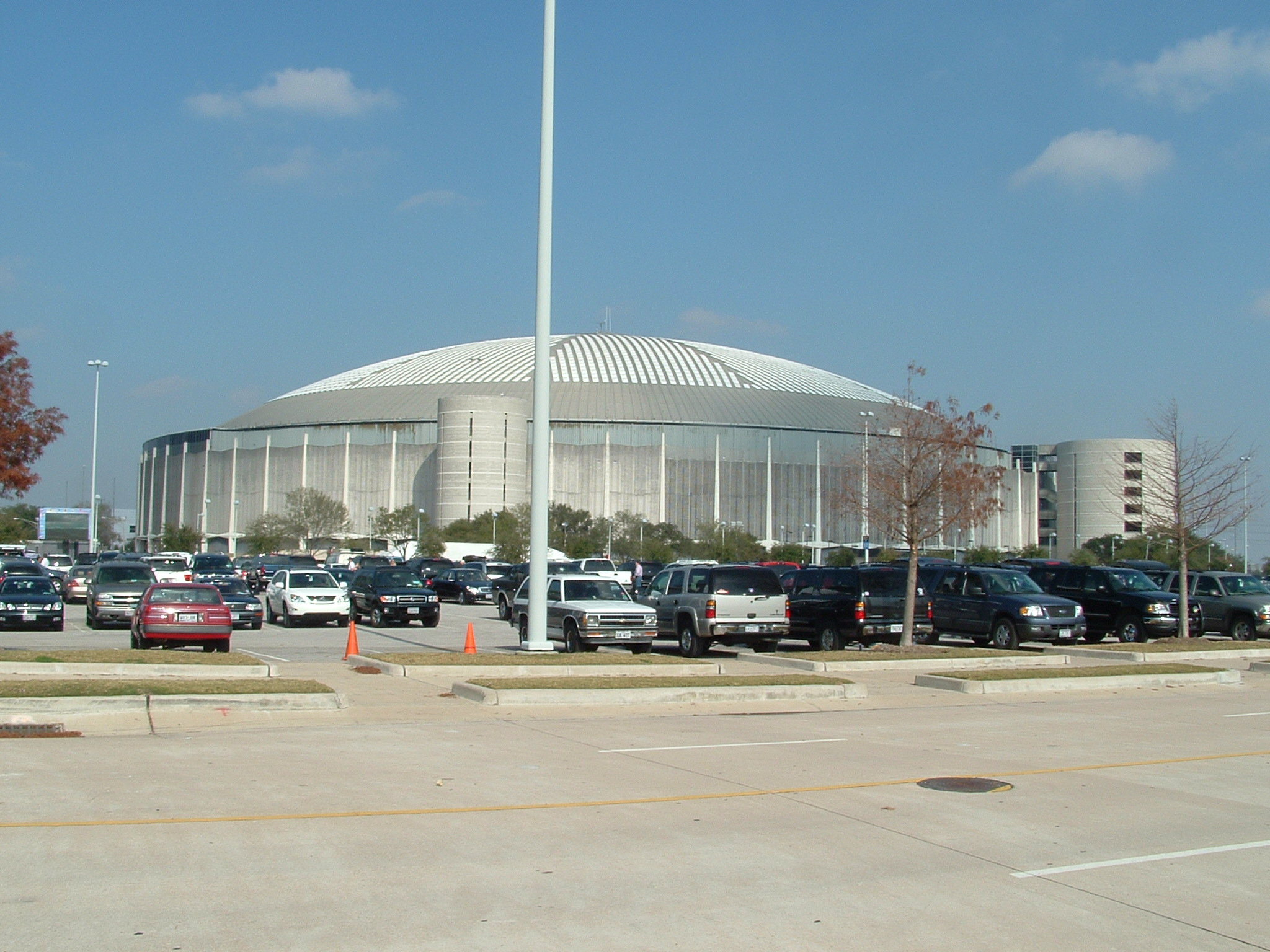
アストロドーム

球団創設2年目以降6年連続で90敗以上を記録し続けていたが、1969年には東西地区制が導入され、アストロズはナショナルリーグ西地区に移動。同年には81勝81敗を記録し、チーム史上初めて勝率5割に乗せるが、地区5位（6チーム中）に終わっている。

### 1970年代
1972年には名将レオ・ドローチャーが監督に就任。再び勝率5割台に復帰し、一時期は優勝戦線に加わった。しかし、後半戦は失速し、優勝には手が届かず地区3位に終わった。
1975年1月5日にはノーヒットノーランを2回成し遂げ、通算104勝をあげていたドン・ウィルソンがヒューストンの自宅にてガス中毒事故により死亡するという悲劇が起こり、この年の4月には、ウィルソンの背番号である40番がチームの永久欠番となった。また、同年には赤・オレンジ・黄色・ネイビーからなるレインボーカラーのユニフォームが採用され、話題となった。このレインボーカラーは1993年までチームカラーとして導入され、そこからアストロズは"レインボー・ガッツ"("Rainbow Guts")という愛称で呼ばれることとなった。しかし、この年は64勝97敗と大きく負け越してしまい、地区最下位に沈んでしまった。また、シーズン途中にはビル・バードンに監督が交代している。そしてこの頃から上昇気流に乗り始めた。
1976年6月15日、本拠地アストロドームでパイレーツ戦が予定されていたが、洪水のために審判、球場関係者、ファンが球場入りできず、グラウンド外のコンディション不良による試合中止というMLB史上初の珍事が発生した（翌日からは通常通り試合が行われている）。 
1979年、チームは開幕から首位を走り、7月4日の時点で2位レッズに10.5ゲーム差をつけた。この年のアストロズは、チーム本塁打数は49本、本塁打を10本以上打った選手は一人もいないという非力な打線だった。しかし、ホセ・クルーズを初め、4人の選手が30盗塁以上を記録し、チーム盗塁数は190個を数えるなど、機動力野球で他チームを翻弄した。また、投手陣でもジョー・ニークロ、J・R・リチャードの両エースが活躍。兄フィル・ニークロと共にナックルボールの使い手として知られたニークロは21勝をあげ、最多勝を獲得。リチャードは防御率2.71・313奪三振で最優秀防御率と最多奪三振を獲得し、リチャードは右投手リーグシーズン新記録となった。しかし、その後はレッズが猛追。シーズン終盤で首位を明け渡し、最終的に1.5ゲーム差で地区優勝を奪われてしまった。リチャードは翌年に心臓疾患により引退した。

### 1980年代

#### ノーラン・ライアンの加入
1980年、カリフォルニア・エンゼルスからノーラン・ライアンを4年450万ドルという当時では破格の契約で獲得。ライアンはMLB初の100万ドルプレイヤーとなった。また、レッズからはジョー・モーガンがチームに復帰し、モーガンは経験豊富なベテランとしてチームを引っ張った。彼らの活躍もあってチームも勝利を重ね、最終的にロサンゼルス・ドジャースと同率首位に並んだ末、ワンゲームプレイオフに勝利し、球団創立19年目にして初の地区優勝を果たした。続くナショナルリーグチャンピオンシップシリーズ(NLCS)ではフィラデルフィア・フィリーズと対戦。第1戦以外はすべて延長戦による決着という激戦の末、2勝3敗で敗れ、リーグ優勝はならなかった。
1981年、ドジャースからドン・サットンを獲得。サットン、ライアンという当時のナ・リーグを代表する右腕投手が揃った。9月26日にはライアンが通算5度目のノーヒットノーランを達成し、サンディ・コーファックスの持つMLB記録を破った。また、自己最高となる防御率1.69を記録し、最優秀防御率も獲得した。同年にはストライキによって前後期制となり、アストロズは33勝20敗で後期優勝を飾る。プレーオフでは、前期優勝のドジャースとのナショナルリーグディビジョンシリーズ(NLDS)に臨み、第1戦、第2戦と連勝したが、その後は3連敗を喫し、地区優勝はならなかった。
1983年4月27日にはライアンがウォルター・ジョンソンの持つ通算3509奪三振を抜き、通算奪三振のMLB記録を更新。
1986年にはマイク・スコットがスプリットフィンガード・ファストボールをマスターし、「見えない球をどうやって打つんだ！」と言われるほどの魔球だった。18勝10敗、防御率2.22、306奪三振を記録し、サイ・ヤング賞を受賞。スコットはこの年の9月25日にはノーヒットノーランを達成し、打線ではグレン・デービスが31本塁打を放ち、アストロズではジミー・ウィン以来となる30本塁打以上を記録した（本拠地のアストロドームは極端に本塁打が出にくい球場として知られ、アストロズの選手が25本塁打以上を記録するのも稀であった）。この年は彼らの活躍もあって2度目の地区優勝を果たした。続くNLCSではメッツと対戦。共に2勝ずつをあげたが、第5戦、第6戦と共に延長の末に敗れ、リーグ優勝はならなかったが、マイク・スコットが2試合に登板し防御率0.50、2勝を記録し、この活躍が評価されMVPを受賞している。

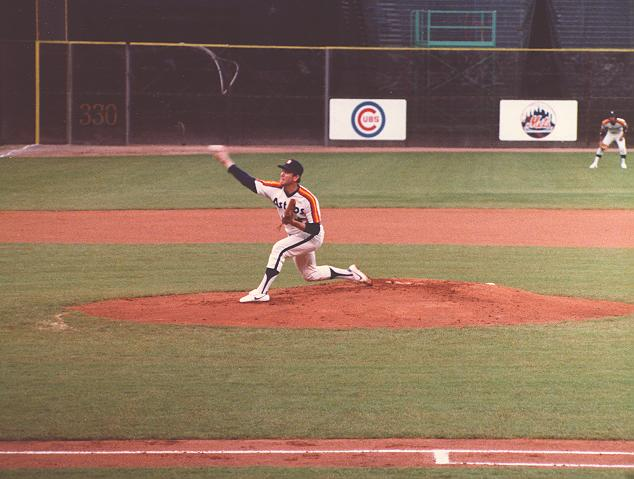
ノーラン・ライアン

その後、1988年限りで40歳を迎えていたライアンをテキサス・レンジャーズに放出。チームは低迷し、1990年代中盤まで優勝とは縁のないシーズンが続いた。また、観客減にも悩まされるようになり、移転話も持ち上がったが、こちらは結局実施されなかった。また、同年にはクレイグ・ビジオがメジャーデビュー。

### 1990年代

#### キラーB'sの登場

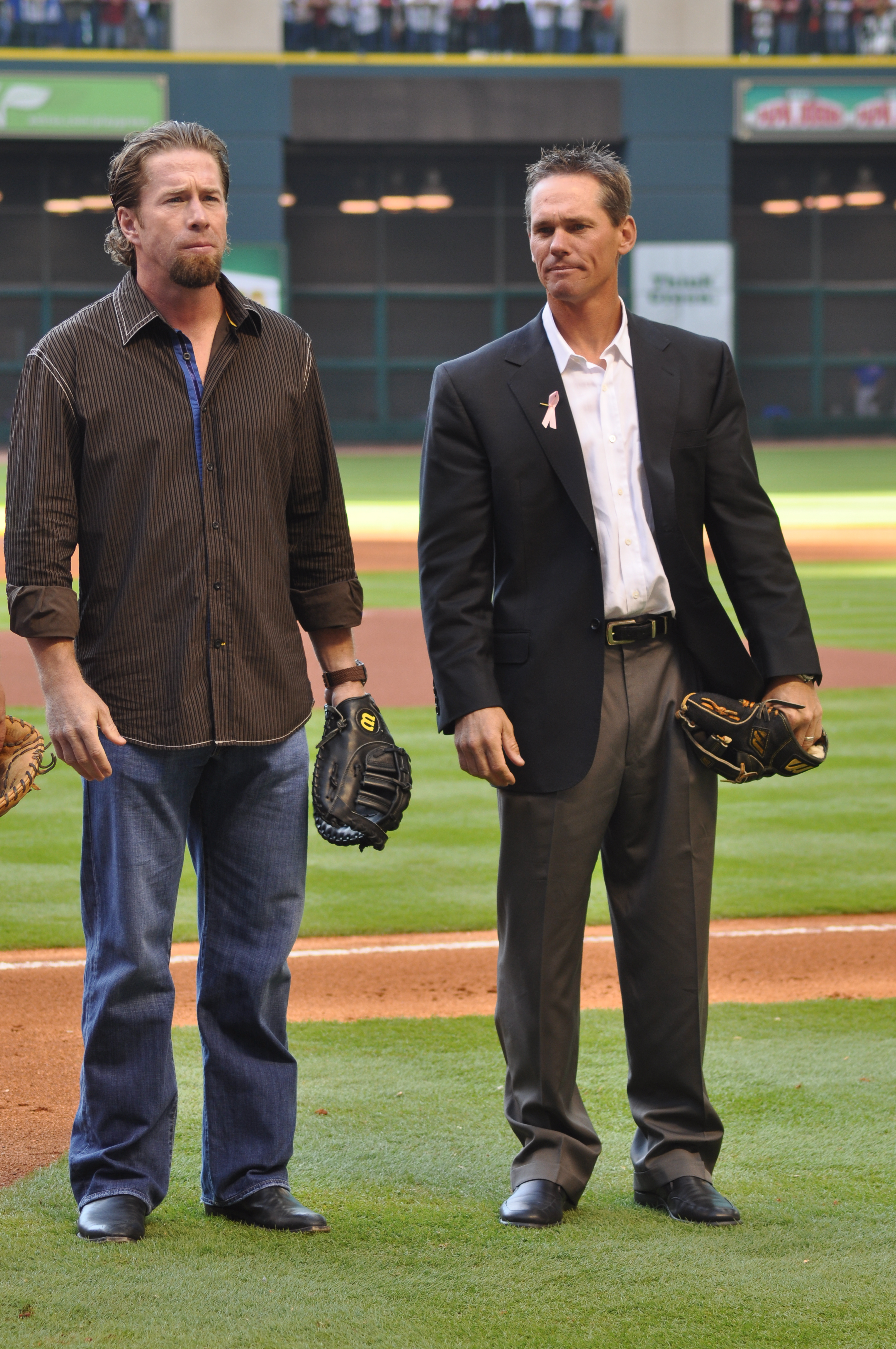
キラーB'sの中核バグウェル（左）とビジオ（右）

1990年には前年まで日本プロ野球の読売ジャイアンツに所属していたビル・ガリクソンが加入した
1991年にはジェフ・バグウェルがメジャーデビュー。3年前にデビューのビジオはデビュー当初は捕手だったが、その後は二塁手に転向し、MLBを代表する名二塁手へと成長する。バグウェルはデビュー前にボストン・レッドソックスから獲得し、その独特の「ガニ股打法」で知られた。デビュー1年目には打率.294・本塁打15本・打点82という好成績でナ・リーグ新人王を受賞した。
1994年から1995年のMLBストライキによってシーズンが中断した1994年にはナショナルリーグ中地区に移動。監督にテリー・コリンズが就任し、チームカラーも長年親しまれてきたレインボーカラーから紺と金を基調としたカラーに変更された。この年にはバグウェルが打率.368・39本塁打・116打点という驚異的な成績を残し、ナ・リーグMVPを獲得。ビジオも39盗塁を記録し、盗塁王を獲得した。また、シーズンでは首位レッズに0.5ゲーム差の地区2位でシーズンを終えた。
1995年は地区2位だった。
1996年は2年連続で地区2位だった。しかし、監督のコリンズは口数が多く、ビジオらスター選手とはそりが合わず解任された。
1997年には、新監督としてラリー・ダーカーが就任したが、MLBでは異例である18年間もテレビ解説者を務めた後の就任で采配や手腕を疑問視された。しかし、84勝78敗ながら久々の地区優勝を果たした。この頃にはビジオ、バグウェル、デレク・ベルの3人がチームの中軸として活躍し、キラーB's（キラービーズ、殺人蜂の意味でアフリカナイズドミツバチの俗称。3人の名字の頭文字が「B」で始まることから名づけられた）と呼ばれ、他球団から恐れられた。
1998年はトレード期限の7月31日にはランディ・ジョンソンを獲得した。最終的に球団記録となる102勝60敗で地区優勝を果たした。
1999年も97勝65敗をあげ、地区3連覇を果たした。しかし、いずれもNLDSで敗退し、リーグ優勝は果たせなかった。

### 2000年代
2000年からは老朽化の進んでいたアストロドームから開閉式屋根付き球場であるエンロン・フィールド（現：ダイキン・パーク）に本拠地を移した。またこれに伴い、チームカラーもレンガ色と黒を基調としたカラーとし、ロゴデザインもレトロチックな流麗なものに変更するなど、これまでの近未来を意識したデザインからの脱却を図った。
2001年はランス・バークマンが頭角を表し、スイッチヒッターとしてMLB初の50二塁打、30本塁打を同時に達成。ベルに代わってビジオ、バグウェル、バークマンによるキラーB'sを形成した。最終的に再び地区優勝を果たすが、またしてもNLDSで敗れた。
2002年からはダーカーに代わり、ジミー・ウィリアムズが監督に就任するが、同年は地区2位に終わった。
2003年も2年連続で地区2位に終わった。
2004年は引退宣言を撤回したロジャー・クレメンスとアンディ・ペティットの両投手がチームに加入。クレメンスは18勝4敗を挙げ、歴代最多（7度目）、最年長（42歳）、最多球団（4球団）となるサイ・ヤング賞を受賞した。また、この年のシーズン途中にはカルロス・ベルトランもチームに加わり、ビジオ、バグウェル、バークマン、ベルトランによるキラーB'sとジェフ・ケントの5人が20本塁打以上を記録した。シーズン途中には、ウィリアムズからフィル・ガーナーに監督が交代し、地区2位ながらワイルドカードを獲得。NLCSに駒を進めたが、同地区のセントルイス・カージナルスに3勝4敗で敗れた。
2005年は、前年20勝をあげ、最多勝を獲得したロイ・オズワルト、クレメンス、ペティットによる強力先発陣がフル稼働し、2年連続でワイルドカードを獲得。NLCSでは再びカージナルスとの対戦となったが、これを4勝2敗で下し、球団創設44年目にして初のリーグ優勝に輝いた。続くワールドシリーズではシカゴ・ホワイトソックスと対戦。どの試合も僅差ながら、4連敗を喫した。
2006年には、カージナルスに次ぐ1.5ゲーム差で地区2位となったが、ワイルドカード獲得はならなかった。同年限りでバグウェルも引退を表明し、クレメンス、ペティットの両投手も共にヤンキースに移籍した。
2007年はレンジャーズからFAとなっていたカルロス・リーを獲得したが低迷し、5月には12年ぶりの10連敗を喫するなど、7年ぶりに勝率5割を切って地区4位に沈んでしまった。6月28日のコロラド・ロッキーズ戦で球団史上初の通算3000本安打を達成したビジオはシーズン途中に引退を表明し、8月には監督もガーナーからセシル・クーパーに交代。一方でハンター・ペンスが打率.322・17本塁打・69打点と好成績を残し、新人王投票でも3位に入るなど、世代交代を印象づけるシーズンとなった。

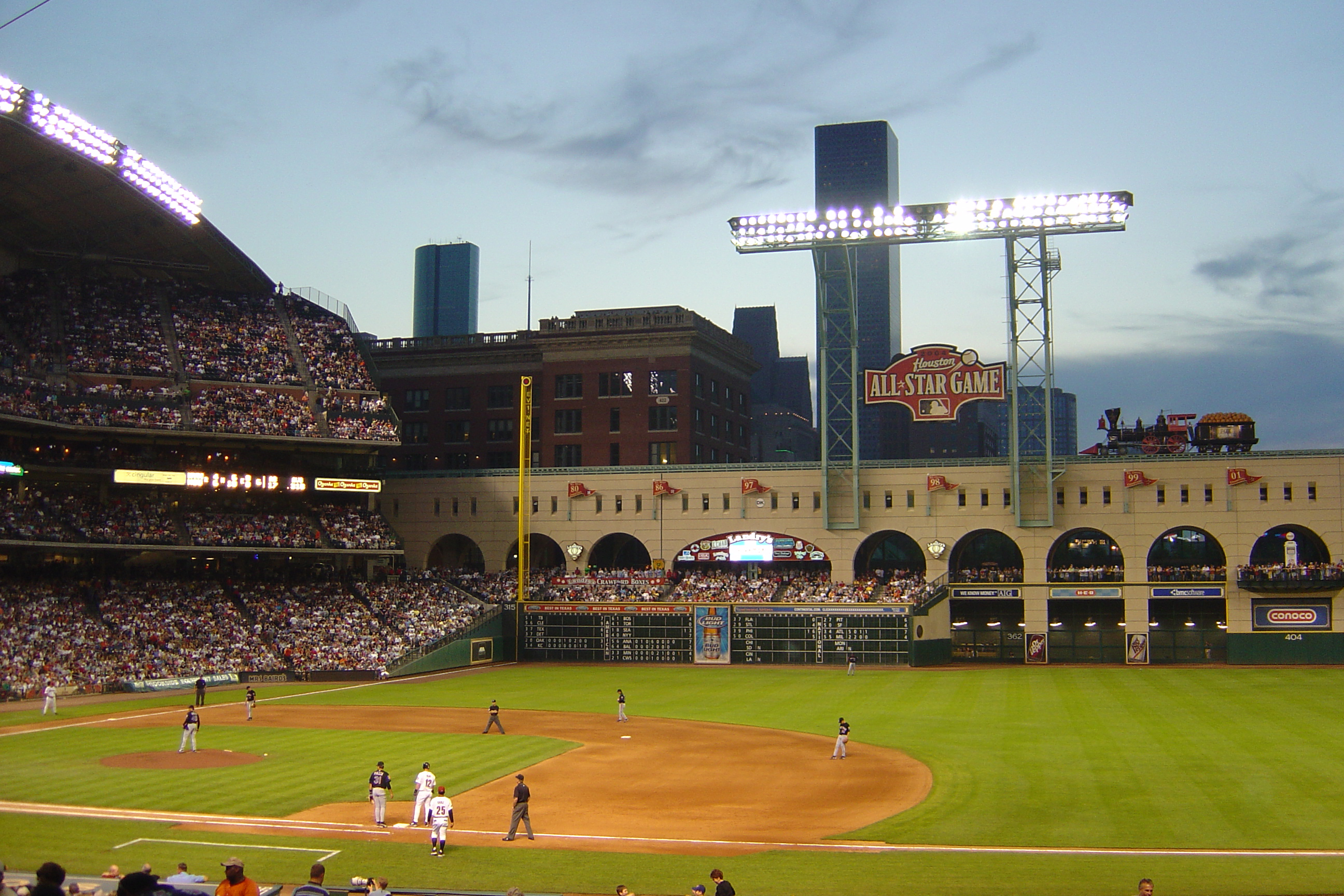
ダイキン・パーク

ビジオの後釜にはFAで松井稼頭央を、トレードでミゲル・テハダを獲得し、新たな二遊間を形成した。

### 2010年代
2010年11月19日にオーナーのドレイトン・マクレーンが球団売却の方針を明らかにした。
2011年は6月に開催されたMLBドラフトで全体6位でジョージ・スプリンガーを指名した。ペンス、マイケル・ボーンを放出して若手に切り替えるも、球団創設初の3桁敗戦となる106敗という屈辱を味わった。
2012年にはフロントを大刷新された。6月のMLBドラフトでは全体1位でカルロス・コレアを指名した。プエルトリコ出身選手が1位指名されるのは史上初のことだった。チームの抑えだったマーク・マランソンを放出し、抑え不在の中、本格的に若手を切り替えるシーズンになる。抑えのブレット・マイヤーズをホワイトソックス、主軸のリーをマイアミ・マーリンズへとそれぞれ放出。7、8月は大型連敗の繰り返しで監督のブラッド・ミルズを途中解任。正二塁手となっていたホセ・アルトゥーベの孤軍奮闘も実らず、前年を上回る107敗を喫して2年連続最下位に沈み、後味の悪い最後のナ・リーグを終えた。
2011年5月16日に、マクレーンがヒューストンの実業家を中心とする投資家グループに約6億8000万ドル（約551億円）で売却することで合意に達した。

#### アメリカンリーグへ
2013年からアストロズはナショナルリーグ中地区からアメリカンリーグ西地区へ移動することになった。リーグ再編は1998年にミルウォーキー・ブルワーズが移動して以来のことで、ナショナルリーグからの離脱は1899年オフにクリーブランド・スパイダーズ、ルイビル・カーネルズ、ワシントン・セネタース（現在のミネソタ・ツインズ及びテキサス・レンジャーズとは無関係）、ボルチモア・オリオールズ（現存球団とは無関係）の4チームが球団削減策により解散して以来のことである。ア・リーグ初年度は終盤に15連敗を喫するなど大不振、全球団で最多の三振を喫し、3年連続100敗以上の111敗で最下位に沈んだ。

#### 若手の台頭、強豪チームへ
2014年は、開幕前にFAのスコット・フェルドマン、チャド・クオルズ、トレードでデクスター・ファウラーを獲得した。若手の台頭が顕著で、4月16日には3年前のドラフト1巡目指名のジョージ・スプリンガーがデビューした。アルトゥーベは打率.341 盗塁56個 安打数225で首位打者、盗塁王の2つのタイトルを獲得した。ダラス・カイケルが初めて200イニングに到達し、メジャー3年目のコリン・マクヒューもブレイクした。最終的には70勝92敗で地区4位になり、4年ぶりに地区最下位を免れた。MLBの専門家の中には、「2017年にアストロズはプレーオフに行くことができる」と評している者もいた。オフにはアルトゥーベ、カーター、ファウラーが「日米野球2014」のMLB選抜に選出され、訪日している。
2015年はシーズン開幕前に積極的な補強を行い、抑えのルーク・グレガーソン、セットアッパーのパット・ネシェック、長打力のあるハンク・コンガー、コルビー・ラスムス、エバン・ガティス、ルイス・バルブエナ、ジェド・ラウリーなど新たに10人を獲得した。4月から5月にかけて10連勝を記録し、予想を覆し首位を走っていた。しかし、大型連敗をする時期もあり、安定しているとは言えないが、6月に2012年のMLBドラフト全体1位のコレアがメジャーに昇格し、目覚ましい活躍をしており、先発投手のランス・マッカラーズもデビューしてまずまずの成績を残した。7月にはアスレチックスからスコット・カズミアー、ブルワーズからマイク・ファイヤーズをトレードで獲得し、コマ不足と言われていた先発投手の補強に成功した。カルロス・ゴメスもトレードで獲得した。9月には、レンジャーズと激しい首位争いを繰り広げるも、終盤に入ってからレンジャーズが追い上げる一方でチームは徐々に失速し、レンジャーズに首位を明け渡してしまう。そして最終戦に持ち込みながらもレンジャーズに西部地区優勝を攫われ、ワイルドカード2位で滑り込み、当時はナショナルリーグだった2005年以来10年ぶりのポストシーズン進出を果たした。ニューヨークで行われた東部地区に所属するヤンキースとのワイルドカードゲームで田中将大をラスムスとゴメスの2発で沈ませ、10年ぶりのディビジョンシリーズ進出を果たした。続くALDSではカンザスシティ・ロイヤルズと対決。ALCSまであとアウト6個の場面から、痛恨のエラーもあり逆転され2勝3敗で敗退した。

#### 初のワールドシリーズ優勝
2017年は青木宣親をマリナーズから、ブライアン・マッキャンを世代交代を図るヤンキースから獲得。5月30日の敵地ツインズ戦では8回までに2-8とリードされながら一挙11点を奪って16対8と当時シーズン19回目の逆転勝ち。8回までに6点差以上つけられた試合は659回あり、全敗していたが660回目にして初勝利を挙げた。青木はシーズン途中でトロント・ブルージェイズへ移籍したが、アルトゥーベやコレアなどによって強力な打線が構築された結果、チームはレギュラーシーズンで101勝を挙げ、ア・リーグ移籍後初となる地区優勝を果たす。
プレーオフではALDSではボストン・レッドソックスを、ALCSではニューヨーク・ヤンキースをそれぞれ下し、チームとしては12年ぶりとなるリーグ優勝を果たした。ワールドシリーズではロサンゼルス・ドジャースと対戦。アストロズはMLB史上初めて、ナショナルリーグ、アメリカンリーグ双方からワールドシリーズ進出を果たしたチームになった。第1戦は敗北するも、続く第2戦は延長戦の末に勝利。前回出場した2005年のワールドシリーズでは1勝もできないまま敗退した為、これがチームにとってワールドシリーズ初勝利となった。第5戦で延長10回の乱打戦をアレックス・ブレグマンのサヨナラ打の末に13対12で勝利し、初のワールドシリーズ制覇に王手をかけると、3勝3敗のタイに持ち込まれた後の最終第7戦でダルビッシュ有から初回僅か3球でワールドシリーズ第4戦からの3試合連続本塁打を記録したスプリンガーが出塁し、続くブレグマンの打席で一二塁間のゴロだったのがファーストのコディ・ベリンジャーの送球とダルビッシュのカバーが合わずに悪送球となりエンタイトルツーベースで先制。ブレグマンも2塁に進塁するとアルトゥーベの打席ですかさず盗塁。そのアルトゥーベがファーストゴロを放ち初回2点を奪う。2回に先頭のマッキャンがフォアボールで出塁し続くマーウィン・ゴンザレスがツーベースヒットで無死2塁3塁。レディックは打ち取ったもののランス・マッカラーズ・ジュニアがセカンドゴロで3点目。そして1死3塁でスプリンガーがワールドシリーズ史上初の4試合連続本塁打を記録するなど、5対1で勝利し、球団史上初のワールドシリーズ優勝を果たした。9月にはハリケーンで甚大な被害を受けた地元ヒューストンのファンに最高の形で恩返しした。しかし、後にサイン盗みをしていたことが発覚し、物議を醸す。
2018年は、103勝59敗で2年連続の地区優勝を達成。プレーオフではALDSでクリーブランド・インディアンスと対決。3勝でALCSに進出し、ボストン・レッドソックスと対決。しかし、初戦1勝後4連敗を喫し、2年連続のワールドシリーズ進出はならなかった。
2019年は、前年の103勝を上回る同年最多の107勝55敗と圧倒し、3年連続の地区優勝を達成。ジャスティン・バーランダーが21勝で最多勝利、ゲリット・コールが防御率と奪三振で2冠、ロベルト・オスーナが最多セーブと投手タイトルをアストロズ投手陣が総なめにした。プレーオフではALDSでタンパベイ・レイズと対決。3勝2敗で下し、ALCSに進出し、ヤンキースと対戦。初戦は7-0と惜敗したものの、第2戦から3連勝。第5戦は1-4で惜敗し、移動日を設けず決戦の地をヒューストンに移した第6戦。3勝2敗と突破へ王手をかけたアストロズが、ホームの大声援を背に躍動。アストロズ打線は6回に内野ゴロの間に1点を加え、8回裏まで4-2とリードを2点に保って終盤を迎え、9回にここまで無安打だったヤンキース1番のDJ・ルメイユが右翼スタンドへ起死回生の同点2ラン本塁打を打たれ、4-4と試合を振り出しに戻されたが、直後の攻撃でヤンキースの抑えであるアロルディス・チャップマンに対して2死走者なしから1番のスプリンガーが四球で出塁。そして続くアルトゥーベは、カウント2-1からの4球目、83.6マイル（約135キロ）のスライダーを完璧に捉えると、左中間へのサヨナラ2ラン本塁打となりサヨナラ勝利。劇的な幕切れでアストロズが6-4で勝利し、2年ぶり3度目のリーグ優勝。2013年にナショナル・リーグ（中地区）からア・リーグ（西地区）に変わってからは2度目のリーグ優勝となった。2年ぶりのワールドシリーズでは、ワシントン・ナショナルズと対戦。初戦と2戦目はホームながら連敗、2戦目に至っては13-2と大敗を喫したが、3戦目からビジターで3連勝し、王手をかけた。しかし、第6戦は7-2でまたもホームで敗戦。逆王手をかけられた最終第7戦の天王山は6回まで0-2とリードしていたが、7回にハウィー・ケンドリックの逆転2ランを含む2本塁打で逆転され6-2で負け、2年ぶりの優勝を逃した。また、本拠地でアストロズが敗れたことにより、全7試合でビジターチームが勝つという、ワールドシリーズ史上初の珍事となった。

#### サイン盗み騒動
2019年11月12日、スポーツ専門サイトの『The Athletic』は同サイト上でケン・ローゼンタール氏とエバン・ドレリッチ氏の連名記事を公開し、4人のチーム関係者から話を聞き出し、2017年のアストロズがホーム試合でサイン盗みを行っていた事実を明らかにした。証言者の中には、当時球団に在籍していた現役選手のマイク・ファイヤーズも含まれていた。
彼らの証言によれば、アストロズはセンター後方にあるTVカメラの映像をベンチ脇の壁に設置されたモニターに映し出し、それを使ってリアルタイムで捕手のサインを確認。そしてチームスタッフと選手らでサインの内容が判明できると、すぐさまベンチからバットケースやごみ箱を叩くなどして打者に伝達するシステムが出来上がっていたと話している。関与した中心人物として、監督のA.J.ヒンチや、当時コーチだったアレックス・コーラ、当時選手だったカルロス・ベルトランの名前がメディアで取り上げられた。ポストシーズンでもサイン盗みを実行していたとする証言者もおり、チームは2017年にワールドシリーズ優勝をしていたことから大きな騒動となった。
MLBコミッショナーであるロブ・マンフレッドは徹底的に調査することを宣言。12月中旬には既に60人ほどの証人と面談し、約7万6000件のメールを調査したと公表した。2020年1月13日にMLBはアストロズに対して最高額の罰金500万ドル、GMのルノーと監督のヒンチの同年の活動停止、2020年と2021年のドラフト1巡目、2巡目の指名権剥奪の処分を下すと発表した。アストロズは同日中に処分を受けた2人を解任。選手の処罰については、「大量の選手が関与し、現在は別のチームでプレーしていることを考えると現実的ではない」としていた。2月13日にはオーナーをはじめとして、新監督に就任したダスティ・ベイカー、主力のアルトゥーベとアレックス・ブレグマンが出席して謝罪会見が開かれた。

### 2020年代
2020年はオープン戦でサイン盗み騒動からブーイングを受けた。スプリングトレーニング中に新型コロナウイルスの影響で活動が中断。最終的に60試合の短縮シーズンとなった。シーズンでは前年投手の柱だったコールが流出し、バーランダーも怪我で離脱、野手陣も不調だったことなどが影響し、29勝31敗・勝率.483で6年ぶりの負け越し。それでも、この年拡大していたワイルドカード枠に滑り込んだ。負け越しでのポストシーズン進出は史上初のことだった。ポストシーズンではリーグチャンピオンシップシリーズまで勝ち上がったが、タンパベイ・レイズに敗れた。
2021年は開幕から勝ち星を重ね、95勝67敗で2年ぶりの地区優勝を果たした。ディビジョンシリーズではホワイトソックスと対決。3勝1敗で倒し、5年連続のリーグチャンピオンシップシリーズに進出。リーグチャンピオンシップシリーズでもレッドソックスを4勝2敗で倒し、2年ぶり、過去5年間で3回目のワールドシリーズ進出を達成した。しかし、ワールドシリーズではアトランタ・ブレーブスに2勝4敗で敗れ、2017年以来の優勝とはならなかった。オフにはコレアがFAとなった。11月30日に所有するAAAのコンステレーション・フィールドの球場の命名権を延長した。
2022年は11回目の地区優勝を果たし、ディビジョンシリーズではシアトル・マリナーズに3連勝、リーグチャンピオンシップシリーズではニューヨーク・ヤンキースに4連勝し、ワールドシリーズに進出した。ワールドシリーズではフィラデルフィア・フィリーズを4勝2敗で下し、5年ぶり2回目のワールドシリーズ制覇を果たした。
2023年は最終成績がテキサス・レンジャーズと同率だったが、直接対決で勝ち越したことで地区優勝。リーグチャンピオンシップシリーズでレンジャーズに3勝4敗で敗れた。
2024年は開幕をニューヨーク・ヤンキースに4連敗を喫したが、4月1日の対ブルージェイズ戦で先発したロネル・ブランコが9回無安打2四球無失点の好投でノーヒットノーランを達成し、シーズン初勝利を挙げた。9月24日のシアトル・マリナーズ戦で勝利したことで、4年連続13回目の地区優勝を果たした。しかし、ワイルドカードシリーズでデトロイト・タイガースにスイープされ、2017年から続いていたリーグチャンピオンシップシリーズ連続出場記録が途切れた。

## 選手名鑑

### アメリカ野球殿堂表彰者
- ジェフ・バグウェル (Jeff Bagwell)
- クレイグ・ビジオ (Craig Biggio)
- ネリー・フォックス (Nellie Fox)
- ランディ・ジョンソン (Randy Johnson)
- エディ・マシューズ (Eddie Mathews)
- ジョー・モーガン (Joe Morgan)
- ロビン・ロバーツ (Robin Roberts)
- イバン・ロドリゲス (Ivan Rodriguez)
- ノーラン・ライアン (Nolan Ryan)
- ドン・サットン (Don Sutton)
- ビリー・ワグナー (Billy Wagner)

### 永久欠番
2019年にアストロズは球団殿堂を創設し、その際に永久欠番の指定条件として「アメリカ野球殿堂入りを果たした選手」となっている。

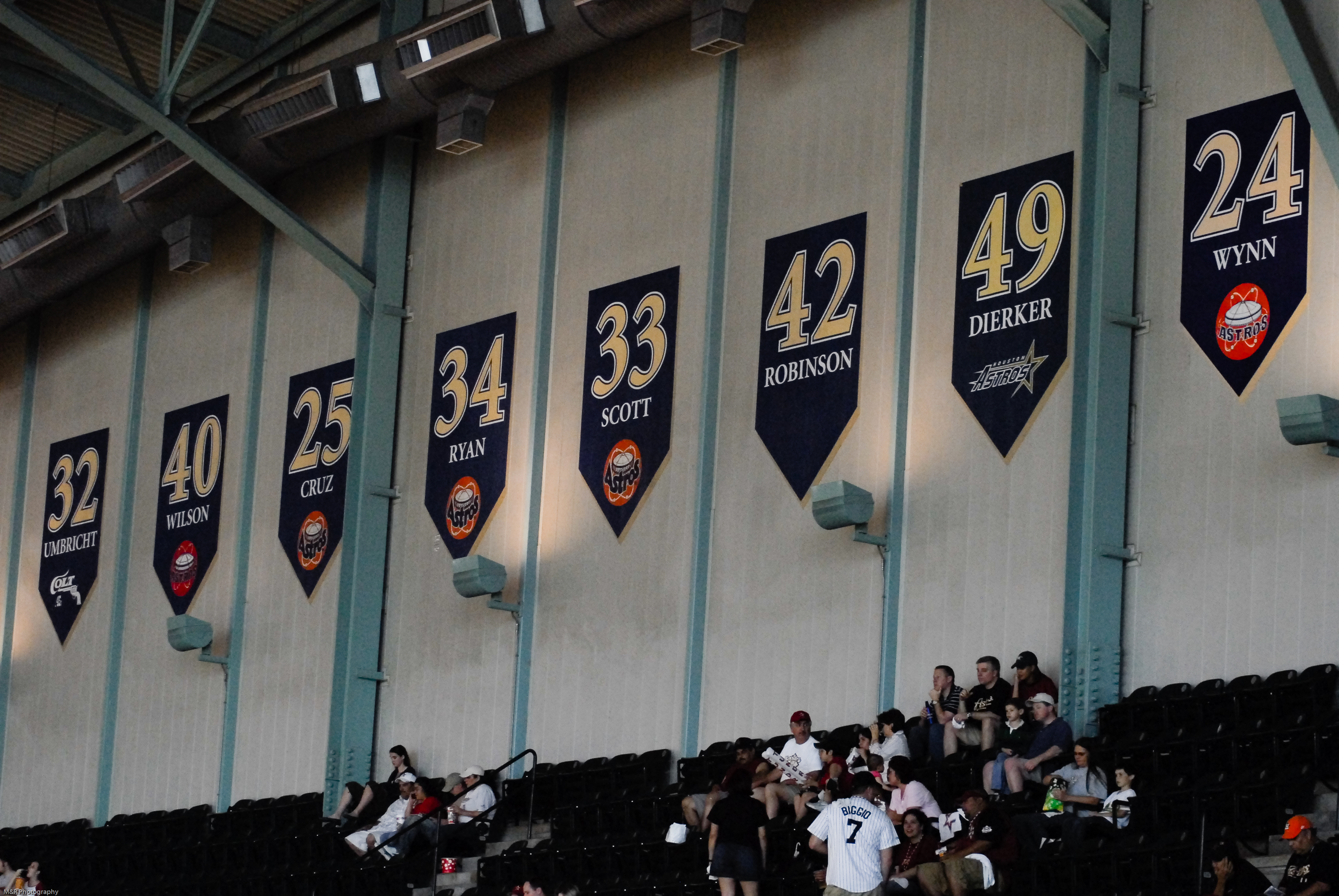
アストロズの永久欠番（2007年4月2日）

| 番号 | 選手                                     | ポジション     | 備考                 |
| ---- | ---------------------------------------- | -------------- | -------------------- |
| 5    | ジェフ・バグウェル (Jeff Bagwell)        | 一塁手         | 2007年指定           |
| 7    | クレイグ・ビジオ (Craig Biggio)          | 捕手、二塁手   | 2008年指定           |
| 13   | ビリー・ワグナー (Billy Wagner)          | 投手           | 2025年指定           |
| 24   | ジミー・ウィン (Jimmy Wynn)              | 外野手         | 2005年指定           |
| 25   | ホゼ・クルーズ・シニア (Jose Cruz Sr.)   | 外野手、コーチ | 1992年指定           |
| 32   | ジム・アンブリット (Jim Umbricht)        | 投手           | 1965年指定           |
| 33   | マイク・スコット (Mike Scott)            | 投手           | 1992年指定           |
| 34   | ノーラン・ライアン (Nolan Ryan)          | 投手           | 1996年指定           |
| 40   | ドン・ウィルソン (Don Wilson)            | 投手           | 1975年指定           |
| 42   | ジャッキー・ロビンソン (Jackie Robinson) | 二塁手         | 全球団共通の永久欠番 |
| 49   | ラリー・ダーカー (Larry Dierker)         | 投手・監督     | 2002年指定           |

意図的に使用されていない番号
- 57 - ダリル・カイル

### 歴代所属日本人選手
- 3 松井稼頭央（2008年 - 2010年）
- 3 青木宣親（2017年）
- 16 菊池雄星（2024年）

## 傘下マイナーチーム
| クラス | チーム                                                                   | 参加リーグ                                            | 提携   | 本拠地                                                                  |
| ------ | ------------------------------------------------------------------------ | ----------------------------------------------------- | ------ | ----------------------------------------------------------------------- |
| AAA    | シュガーランド・スペースカウボーイズ Sugar Land Space Cowboys            | パシフィックコーストリーグ Triple-A West              | 2021年 | テキサス州シュガーランド コンステレーション・フィールド                 |
| AA     | コーパスクリスティ・フックス Corpus Christi Hooks                        | テキサスリーグ Double-A Central                       | 1991年 | テキサス州コーパスクリスティ ワッタバーガー・フィールド                 |
| A+     | アッシュビル・ツーリスツ Asheville Tourists                              | サウス・アトランティックリーグ High-A East            | 2021年 | ノースカロライナ州アッシュビル マコーミック・フィールド                 |
| A-     | ファイエットビル・ウッドペッカーズ Fayetteville Woodpeckers              | カロライナ・リーグ Low-A East                         | 2017年 | ノースカロライナ州ファイエットビル セグラ・スタジアム                   |
| Rookie | フロリダ・コンプレックスリーグ・アストロズ Florida Complex League Astros | フロリダ・コンプレックスリーグ Florida Complex League | 2009年 | フロリダ州ウェストパームビーチ ザ・ボールパーク・オブ・パームビーチーズ |
| Rookie | ドミニカン・サマーリーグ・アストロズ Dominican Summer League Astros      | ドミニカン・サマーリーグ Dominican Summer League      | 1989年 | ドミニカ共和国 インジェニオ・サンタフェ                                 |